# هیپولیت راماروسون
هیپولیت راماروسون (انگلیسی: Hyppolite Ramaroson؛ زادهٔ ۲۸ سپتامبر ۱۹۵۱) سیاستمدار اهل ماداگاسکار است. وی برای چند ساعت در ۱۷ مارس ۲۰۰۹، رئیس‌جمهور موقت ماداگاسکار بود."
او همچنین از ۲۵ فوریه ۲۰۱۰ تا مارس ۲۰۱۱ وزیر امور خارجه این کشور بود.